# Mr. Emmanuel
Mr. Emmanuel ist ein britisches Filmdrama von Harold French aus dem Jahre 1944, das die Verfolgung der Juden im nationalsozialistischen Deutschland thematisiert. Dem Film liegt der gleichnamige Roman von Louis Golding, der auch das Drehbuch verfasste, zugrunde. Felix Aylmer spielte die Titelrolle.

## Handlung
Isaac Emmanuel ist ein älterer Herr, der im England der 1930er Jahre ein wohlanständiges Leben im beschaulichen Doomington verbringt. Seitdem er sein Engagement in der jüdischen Wohlfahrt zurückgefahren hat, sucht Mr. Emmanuel nach neuen Betätigungsfeldern. Eines Tages erreicht ihn ein Brief eines Freundes. In diesem bittet der Absender, ihn zu besuchen, da er sich um drei deutsch-jüdische Jugendliche kümmert. Sie sind vor einiger Zeit im Zuge der Kinderrettung aus Hitler-Deutschland nach England gekommen. Unter ihnen befindet sich auch Bruno Rosenheim. Der Junge ist seit dem Tod seines Vaters verzweifelt, denn seine Mutter konnte ihn nicht nach England begleiten. Seitdem hat er auch nichts mehr von ihr gehört, kein Brief hat ihn je erreicht. Die Frau gilt als verschollen. Mr. Emmanuel ist sehr betroffen von der Traurigkeit des Jungen. Da er selbst einst aus Russland vor den dort wütenden Pogromen floh, hat Mr. Emmanuel viel Verständnis für die Nöte des kleinen Bruno. Als britischer Staatsbürger fühlt er sich ungefährdet und beschließt, obwohl selbst Jude, nach Deutschland zu reisen, um Brunos Mutter ausfindig zu machen.
In Berlin beginnt Mr. Emmanuel mit seinen Nachfragen und unterschätzt die Gefahr derlei Fragen nach der Mutter eines jüdischen Kindes im Deutschland jener Zeit. Die Befragten erweisen sich als sehr verschlossen und geben kaum Auskunft, über allem liegt eine Dunstdecke allgegenwärtiger Angst. Die Polizei und eine Fluchthilfeorganisation sind auch nicht eben hilfsbereit, dafür bekommt aber die Gestapo Wind von Emmanuels Nachforschungen und beginnt ihrerseits, dem englischen Juden nachzustellen. Man verhaftet den alten Mann und befragt ihn bezüglich seiner Absichten. Mal verdächtigt man ihn, ein Spion zu sein, dann wiederum ein Sympathisant der Kommunisten. Im Glauben, dass ihn sein britischer Pass schon beschützen werde, unterschätzt Mr. Emmanuel, welcher Mittel die Gestapo sich zu bedienen bereit ist, um jemand Unliebsamen loszuwerden. Plötzlich sieht sich der alte Mann dem Vorwurf ausgesetzt, einen ranghohen NS-Offiziellen umgebracht zu haben. Nun kann ihm auch die britische Botschaft nicht mehr helfen. Mr. Emmanuel findet sich hinter Gittern wieder und befürchtet bald das Schlimmste. Gleich nebenan wird ein Mithäftling gefoltert und anschließend zur Hinrichtung weggeschleppt. 
Unerwartete Hilfe kommt in Gestalt der attraktiven Nachtclubsängerin Elsie Silver. Sie ist halb jüdisch und kennt Mr. Emmanuel aus der Zeit, als sie selbst in England gelebt hatte. Die junge Frau ist ein gefeierter Star in der Reichshauptstadt, ihre jüdischen Wurzeln sind ihrem Freund Brockenburg und der NS-Elite bekannt. Elsies Kontakte zu Politik und Polizei helfen aber zunächst nicht weiter. Mit Unterstützung eines ranghohen Nazi-Offiziellen, der mehr als nur künstlerisches Interesse an Elsie zeigt, erreicht die Entertainerin schließlich doch noch Mr. Emmanuels Freilassung. Dieser wird angehalten, Deutschland innerhalb der kommenden zwölf Stunden zu verlassen. Doch Mr. Emmanuel ist auch weiterhin furchtlos und will unbedingt den ihm gegebenen Auftrag erfüllen. Erneut geht er auf die Suche nach Brunos Mutter. Tatsächlich kann er sie ausfindig machen, doch diese Begegnung ist mehr als ernüchternd. Sie hat mit ihrem alten Leben abgeschlossen und ihr jüdisches Kind vergessen. Stattdessen ist sie die Ehefrau eines ranghohen Nazis geworden und verleugnet sowohl ihr eigenes jüdisch sein als auch die Existenz ihres Sohnes. Tieftraurig kehrt Mr. Emmanuel nach England zurück und sagt Bruno, dass seine Mutter inzwischen verstorben sei.

## Produktionsnotizen
Mr. Emmanuel wurde am 2. Oktober 1944 in London uraufgeführt und zu Beginn des darauf folgenden Jahres auch in den USA herausgebracht. In Deutschland konnte man diesen Film nie sehen.
Vorlageautor Louis Golding (1895–1958) ließ in der Geschichte einige autobiografische Elemente einfließen; so war auch er Jude mit russischen (heute: ukrainischen) Wurzeln.
Für den gefragten Nebendarsteller Felix Aylmer als Mr. Emmanuel war dieser Film einer der sehr seltenen Gelegenheiten in seinem Leben, auch mal einen Film allein zu tragen. Der spätere Topstar Jean Simmons, damals gerade 15 Jahre jung, spielte hier seine zweite Filmrolle. Norman G. Arnold zeichnete für die Filmbauten verantwortlich. Der spätere Kameramann Ernest Day gab hier 17-jährig als Kameraassistent sein Filmdebüt.

## Kritiken
Bosley Crowther nannte am 8. Januar 1945 in der New York Times Mr. Emmanuel einen „einfachen und aufwühlenden, kleinen Film“, der die „schärfste Verdammnis von Nazi ‚Kultur‘“ sei und lobte darüber hinaus Felix Aylmers darstellerische Leistung.
Halliwell’s Film Guide charakterisierte den Film als „einfach umgesetzte aber ziemlich effektive und ungewöhnliche Geschichte“.
Das große Personenlexikon des Films lobte in der Biografie Felix Aylmers den Hauptdarsteller, der hier „ein anrührendes Porträt eines alten Juden gab“ und nannte in Harold Frenchs Biografie den Film ein „ergreifende(s) Drama“.